# Karayuki-san
Karayuki-san (jap. からゆきさん), dosłownie „Podróżujące do Chin” – eufemistyczne określenie stosowane w odniesieniu do japońskich kobiet i dziewcząt, które w latach 1870–1930 pracowały w domach publicznych w Chinach, Azji Południowo-Wschodniej, na Rosyjskim Dalekim Wschodzie oraz w innych miejscach na obszarze Azji i Pacyfiku.

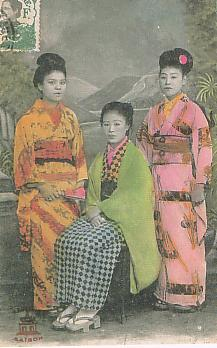
Karayuki-san pracujące w Sajgonie w ówczesnych Indochinach Francuskich (ok. 1910)

Karayuki-san pochodziły zazwyczaj z ubogich regionów wyspy Kiusiu, takich jak wyspy Amakusa i półwysep Shimabara. Niektóre dobrowolnie wybrały zawód prostytutki, wiele innych zostało jednak wywiezionych podstępem lub pod przymusem. Częste były także przypadki, gdy rodziny sprzedawały córki do zagranicznych domów publicznych. W szczytowym momencie liczba karayuki-san mogła sięgnąć nawet około 20 tys. Część badaczy jest przekonana, że odegrały one istotną rolę w budowie zrębów japońskiego kapitalizmu i przyczyniły się do rozwoju japońskiego handlu zagranicznego.

## Nazewnictwo
Rzeczownik karayuki-san (からゆきさん, dosłownie: „podróżujący do Chin”) narodził się w północno-zachodniej części wyspy Kiusiu. Bill Mihalopoulos wskazuje, że jego oryginalne znaczenie pozostaje niejasne. Autor ten podaje jednocześnie, że po restauracji Meiji termin karayuki-san stał się jednym z wielu określeń stosowanych w odniesieniu do ubogich migrantów obojga płci, którzy opuszczali Japonię w poszukiwaniu pracy za granicą. Dopiero na przełomie XIX i XX wieku zaczął być powszechnie stosowany w odniesieniu do młodych kobiet, które dobrowolnie lub pod przymusem wyjeżdżały z Kiusiu do pracy w zagranicznych domach publicznych. Z kolei w okresie Taishō (1912–1926) ponownie miał nabrać szerszego znaczenia, obejmując tym razem wszystkie migrantki ekonomiczne udające się do krajów Azji i Pacyfiku, zarówno trudniące się prostytucją, jak i pracujące w innych zawodach. Po zakończeniu wojny na Pacyfiku mianem karayuki-san ponownie zaczęto określać kobiety sprzedawane do domów publicznych w Azji Południowo-Wschodniej i innych krajach Azji i Pacyfiku.
Inni autorzy podają, że określenie kara-yuki („udające się do Chińczyków”) narodziło się w okresie siogunatu i polityki izolacji oraz było stosowane w odniesieniu do prostytutek, które odwiedzały zawijających do Nagasaki kupców z Chin. Analogicznie mianem oranda-yuki określać miano prostytutki, z których usług korzystali kupcy holenderscy.
Określenie karayuki-san było przy tym znane i używane przede wszystkim na Kiusiu. W innych japońskich źródłach z drugiej połowy XIX wieku, których autorami byli dziennikarze, dyplomaci, filantropi czy chrześcijańscy misjonarze, w odniesieniu do japońskich kobiet uprawiających prostytucję poza granicami kraju używano określeń takich, jak: mikkōfu („pasażerki na gapę”), kaigai shūgyōfu („kobiety złej reputacji przebywające za granicą”) lub rōshigun („grupa młodych kobiet”). Dopiero po ukazaniu się w 1972 roku powieści Sandakan hachiban shōkan („Sandakan nr 8”) autorstwa Tomoko Yamazaki określenie karayuki-san stało się szeroko znane poza wyspą Kiusiu.

## Tło historyczne
Zjawisko międzynarodowego handlu japońskimi kobietami występowało już w XVI wieku. Procederem tym trudnili się portugalscy handlarze, którzy kupowali japońskie kobiety i dziewczęta, po czym sprzedawali je jako niewolnice seksualne do krajów Azji Południowo-Wschodniej. Zjawisko to przybrało tak duże rozmiary, iż w 1616 roku japońskie władze były zmuszone wprowadzić zarządzenia zakazujące sprzedaży kobiet za granicę. Ich skuteczność okazała się jednak niewielka. Dopiero wygnanie Portugalczyków z Japonii i wprowadzenie polityki izolacji, co nastąpiło w latach 30. XVII wieku, umożliwiło ukrócenie tego procederu.
Przez kolejnych 200 lat prawo do prowadzenia handlu z Japonią przysługiwało wyłącznie kupcom z Chin i Holandii. Był on prowadzony przede wszystkim na sztucznej wyspie Dejima w Nagasaki. Podczas postoju w Nagasaki zagranicznym kupcom pozwalano korzystać z usług japońskich prostytutek, jednakże pod warunkiem, iż nie będą one u nich pozostawać na noc. Surowo zabronione było wywożenie kobiet z Japonii.
Już w okresie siogunatu wiejskie regiony Kiusiu, takie jak wyspy Amakusa czy półwysep Shimabara, zmagały się z problemem przeludnienia i chronicznego ubóstwa. Wielu mieszkańców w poszukiwaniu lepszego życia migrowało do Nagasaki, będącego w tym czasie jednym z największych i najzamożniejszych miast Japonii. Tymczasem wraz ze stopniowym zmierzchem polityki izolacji oraz rozwojem na Kiusiu przemysłu wydobycia węgla, do Nagasaki oraz innych portów: Kuchinotsu, Moji, Wakamatsu, coraz częściej zawijały zagraniczne statki. Dla ubogich mieszkańców wsi otworzyło to możliwość nielegalnej emigracji zarobkowej. Szlaki migracyjne wiodły także z innych japońskich portów, na przykład Kobe. W tym samym czasie w portowych miastach kwitła prostytucja. Japońscy sutenerzy, których przybytki odwiedzali marynarze i inni cudzoziemcy, wkrótce doszli do wniosku, że szansa na większe zyski wiąże się z przeniesieniem działalności do innych krajów Azji.
Proceder przemytu japońskich kobiet i dziewcząt nabrał rozpędu po restauracji Meiji. Wśród karayuki-san, które udawały się dobrowolnie lub pod przymusem do pracy w zagranicznych domach publicznych, dominowały mieszkanki wysp Amakusa i półwyspu Shimabara, aczkolwiek były wśród nich także kobiety z innych regionów Japonii. Bill Mihalopoulos uważa zjawisko karayuki-san za „jedną z wielu reakcji biedoty wiejskiej na radykalne zmiany społeczne zachodzące w Japonii począwszy od lat siedemdziesiątych XIX wieku”, a zarazem jeden z bezpośrednich efektów włączenia Japonii w procesy globalizacyjne. James Francis Warren jest zdania, że to karayuki-san musiały udźwignąć najcięższe społeczne koszty procesów pośpiesznej industrializacji i urbanizacji, które zachodziły w Japonii po restauracji Meiji.

## Kierunki migracji i handlu kobietami
Karayuki-san trafiały zazwyczaj do domów publicznych w Chinach, Azji Południowo-Wschodniej i na Rosyjskim Dalekim Wschodzie. Można było je spotkać także w Indiach, Australii, na Hawajach, a nawet w tak odległych od Japonii miejscach, jak Kapsztad czy Zachód Stanów Zjednoczonych. 
Początkowo główne ośrodki japońskiej zagranicznej prostytucji funkcjonowały we Władywostoku i Szanghaju. W 1887 roku w pierwszym z tych miast zamieszkiwało około 4–5 tys. Japończyków, w tym ponad 200 karayuki-san. Z kolei w Szanghaju według danych za 1882 rok miało pracować około 800 japońskich prostytutek. Na skutek działań, które japońscy dyplomaci podjęli w latach 1884–1885, ponad 500 karayuki-san zostało repatriowanych z Szanghaju do Japonii. Niemniej w mieście pozostało ponad 200 japońskich kobiet, które nadal potajemnie parały się prostytucją. Ostatecznie w połowie drugiej dekady XX wieku japońska dyplomacja zrezygnowała z działań na rzecz likwidacji japońskiej prostytucji w Szanghaju, decydując się w zamian roztoczyć nad nią pewną formę kontroli. Odtąd karayuki-san pracowały w domach publicznych, które uzyskały licencję konsulatu.
Niemniej działania japońskiego konsulatu spowodowały, że japońscy sutenerzy wraz z karayuki-san zaczęli przenosić się z Szanghaju do innych miast w Chinach i Azji Południowo-Wschodniej. W latach 70. i 80. XIX wieku porównywalną rolę z Szanghajem zaczął pełnić Hongkong. Karayuki-san można było ponadto spotkać, aczkolwiek w mniejszej liczbie, także w Ningbo, Makau, Chongqingu, na wyspie Hajnan oraz w portach Indochin Francuskich, takich jak Sajgon czy Hajfong.
Około 1895 roku nowym centrum japońskiej prostytucji stał się Singapur. Miało to bezpośredni związek z europejską ekspansją kolonialną, na skutek której Singapur stał się kluczowym brytyjskim portem handlowym i wojennym na Dalekim Wschodzie. Gwałtowny rozwój miasta skutkował napływem znacznej liczby samotnych mężczyzn – migrantów zarobkowych z Chin i Indii, co z kolei znacznie zwiększyło popyt na usługi seksualne. Liczba karayuki-san, które pracowały w Singapurze, jest trudna do ustalenia, gdyż oficjalne raporty i rejestry najprawdopodobniej nie odzwierciedlały prawdziwej skali tego zjawiska. Według informacji, które latem 1902 roku szef „Protektoratu Chińskiego” William Evans przekazał japońskiemu konsulowi, w Singapurze przebywało 618 japońskich prostytutek, które pracowały w 83 licencjonowanych domach publicznych. Według danych z 1906 roku w kolonii zamieszkiwało 1835 Japończyków, w tym 852 karayuki-san i 113 sutenerów. Z kolei w 1910 roku, jak wskazuje japoński raport rządowy z tego okresu, w Singapurze miało działać 188 japońskich domów publicznych, w których pracowało 1048 karayuki-san. Inne źródło informuje jednak, że w 1906 roku w Singapurze przebywało aż 2086 japońskich prostytutek. Z kolei z badań, które przeprowadził japoński badacz Hajime Shimizu, wynika, że w latach 1907–1915 karayuki-san stanowiły ponad 50% japońskiej diaspory w Singapurze. Największą ich liczbę, gdyż 1912, miano zarejestrować w 1917 roku; stanowiły one w tym czasie 62% japońskiej populacji w Singapurze i na Malajach. Karayuki-san cieszyły się w Singapurze dużą popularnością, gdyż przyjmowały klientów bez rozróżnienia na rasę czy pochodzenie etniczne. Singapur nie tylko przyciągał znaczną liczbę japońskich sutenerów i prostytutek, lecz stanowił również kluczowy port pośredni, z którego karayuki-san były wywożone w głąb Półwyspu Malajskiego, a także do Syjamu, brytyjskich kolonii na Borneo oraz do Holenderskich Indii Wschodnich.
Według danych zebranych przez japońskie konsulaty w 1890 roku liczba Japonek, które pracowały w domach publicznych poza granicami kraju, wynosiła 1120. Klęska głodu, która dotknęła Japonię w 1905 roku, popchnęła jednak wiele zdesperowanych kobiet do emigracji. James Francis Warren podaje, że w pierwszej dekadzie XX wieku do Hongkongu i Singapuru wywożono około 500–600 dziewcząt rocznie. Według jednego ze źródeł w 1906 roku odnotowano m.in. obecność 2086 karayuki-san w Singapurze, 1087 we Władywostoku, 970 w Batawii, 747 w Szanghaju, 485 w Hongkongu, 392 w Manili oraz 192 w Sajgonie. W północnej części australijskiego stanu Queensland funkcjonowało na przełomie XIX i XX wieku około 20–30 domów publicznych, które zatrudniały japońskie kobiety.
Na Hawajach pierwsza karayuki-san miała – według ustnych przekazów – pojawić się już w 1868 roku. Do 1900 roku osiadło tam 3726 japońskich kobiet, spośród których część od początku parała się prostytucją, a część dopiero po pewnym czasie zdecydowała się na pracę seksualną. Według raportu prokuratora generalnego Hawajów liczba karayuki-san w latach 1898 i 1899 wyniosła odpowiednio 115 i 226. Według danych z 1901 roku spośród 144 kobiet, które trudniły się prostytucją w owianej złą sławą „dzielnicy czerwonych latarni” Iwilei w Honolulu, aż 131 pochodziło z Japonii. Charakterystyczną cechą japońskiej prostytucji na Hawajach był fakt, że większość karayuki-san była zamężna.
Począwszy od lat 80. XIX wieku, a zwłaszcza po aneksji Hawajów przez USA (1898) i ustanowieniu stałych połączeń żeglugowych między Japonią a portami Ameryki Północnej, karayuki-san zaczęły się pojawiać na pacyficznych wybrzeżach USA i Kanady. Popyt na ich usługi był tam bardzo duży ze względu obecność znacznej liczby japońskich i chińskich mężczyzn – emigrantów zarobkowych. Ci ostatni ze względu na antychińskie prawodawstwo wprowadzone w USA w latach 1875 i 1882 nie mogli przy tym liczyć na towarzystwo rodaczek. Według raportu, który japoński konsul w San Francisco przygotował w sierpniu 1898 roku, liczba japońskich prostytutek przebywających w poszczególnych stanach USA przedstawiała się następująco: Kalifornia – 150, Oregon – 75, Waszyngton – 69, Idaho – 23, Montana – 16, Utah – 12. Znaczna ich liczba przebywać miała również w Kolumbii Brytyjskiej. Karayuki-san udające się na Amerykański Zachód pochodziły przede wszystkim z ubogich wiosek nad zatoką Suruga na wyspie Honsiu. Część trafiała do typowych domów publicznych, niektóre łączyły prostytucję z pracą w japońskich barach.
Po wybuchu wojny rosyjsko-japońskiej większość japońskich sutenerów, którzy prowadzili dotąd działalność we Władywostoku i innych miastach Rosyjskiego Dalekiego Wschodu, przeniosło się wraz ze swoimi pracownicami do południowej Mandżurii. Według danych za wrzesień 1905 roku w samym tylko Liaotungu pracowało ponad 1400 karayuki-san, które stanowiły 54,3% zamieszkującej tam japońskiej ludności cywilnej. Pozostałe karayuki-san repatriowano do Japonii, skąd wiele – nie będąc w stanie znaleźć zatrudnienia lub ułożyć sobie życia – ponownie wyemigrowało, tym razem do Australii lub krajów Azji Południowo-Wschodniej, by tam trudnić się prostytucją.
Ponowny napływ japońskich prostytutek do Mandżurii i miast Rosyjskiego Dalekiego Wschodu odnotowano po rozpoczęciu interwencji syberyjskiej w 1918 roku. Według danych z początków 1919 roku przebywało tam około 5–6 tys. japońskich kobiet, w większości były to karayuki-san podążające za japońskim wojskiem.
Yuki Tanaka podaje, że do 1910 roku liczba zarejestrowanych karayuki-san wzrosła do 19 tys. W tym samym czasie w samej Japonii pracowało 47 541 zarejestrowanych prostytutek. Według innych szacunków w latach 1910–1935 całkowita liczba karayuki-san sięgała od kilku tysięcy do nawet 20 tys. James Francis Warren podaje, że w 1906 roku poza granicami Japonii przebywało blisko 300 tys. migrantów zarobkowych, w tym ponad 22 tys. karayuki-san. C. Sarah Soh podaje natomiast, że do 1910 roku liczba karayuki-san sięgnęła 20 tys.

## Metody werbunku i warunki pracy
Kluczową rolę w procederze handlu kobietami odgrywali „pośrednicy” (ぜげん, zegen) – kobiety i mężczyźni wywodzący się zazwyczaj z japońskiej diaspory. Docierali oni do młodych kobiet na różne sposoby – na przykład krążąc od wsi do wsi lub wyszukując migrantki w portach i na dworcach kolejowych – by następnie kusić je perspektywą lepszego życia w innym kraju. „Pośrednicy” zajmowali się przy tym nie tylko werbunkiem, lecz także przemytem kobiet za granicę. Niekiedy w roli tej występowały byłe karayuki-san, które zakończyły pracę w domach publicznych i odwiedzając rodzinne strony werbowały młode kobiety, roztaczając przed nimi perspektywy łatwego i szybkiego zarobku. Najczęściej „pośrednicy” występowali jednak pod szyldem „agencji pośrednictwa pracy” (くちいれや, kuchi-ireya), które funkcjonowały w praktycznie każdym portowym mieście Japonii. Według niezweryfikowanych i być może przesadzonych informacji tylko jeden z gangów przemytniczych, kierowany przez niejakiego Muraokę, miał w ciągu pięciu lat wywieźć z Japonii aż 3222 kobiety.
Niektóre kobiety świadomie wybierały zawód prostytutki. Sprzyjał temu fakt, że w ubogich regionach będących tradycyjnym miejscem rekrutacji karayuki-san, takich jak wyspy Amakusa czy półwysep Shimabara, prostytucji nie postrzegano jako zajęcia hańbiącego, lecz raczej szansę dla kobiet, by zdobyć pieniądze na posag, finansowo wesprzeć rodzinę, a nawet uzyskać pewien stopień ekonomicznej niezależności. Wiele kobiet i dziewcząt trafiło jednak do zagranicznych domów publicznych wbrew własnej woli. Część została podstępem zwerbowana przez wspomnianych „pośredników” obietnicami dobrze płatnej pracy w charakterze sprzedawczyń, służących, kelnerek, czy opiekunek do dzieci. Czasami młode kobiety udawały się za granicę skuszone wizją poślubienia przebywającego tam japońskiego emigranta, którego niekiedy widziały wcześniej tylko na fotografii, by w efekcie trafić do domu publicznego. Ponadto miały miejsce wypadki, gdy karayuki-san były uprowadzane i siłą wywożone z Japonii.
Nierzadkie były wypadki, gdy zubożałe rodziny sprzedawały córki do domów publicznych. Niekiedy sprzedawano nawet dziewczynki w wieku zaledwie 7 lat. Była to konsekwencja nie tylko panującego na obszarach wiejskich ubóstwa, lecz również patriarchalnych stosunków społecznych. W wielu japońskich rodzinach wiejskich córki były postrzegane jako „zbywalny zasób”, a wręcz ekonomiczne „obciążenie”. Niekiedy zresztą one same, kierując się wysoko cenioną w społeczeństwach wschodnioazjatyckich cnotą „nabożności synowskiej”, zgadzały się zostać prostytutkami, by w ten sposób wydobyć rodzinę z długów lub zapewnić jej przetrwanie w czasach głodu i kryzysów ekonomicznych.
W 1896 roku „The Japan Weekly Mail” podawał, że japońskie kobiety trudniące się prostytucją za granicą mogły liczyć na miesięczne zarobki w wysokości: Australia – 400 jenów, Indie – 200 jenów, Singapur, Malaje i Syjam – 120 jenów, Hongkong – 100 jenów. W tym samym czasie przeciętny roczny dochód japońskiego robotnika wynosił zaledwie 40 jenów. Nawet japońscy imigranci, którzy pracowali jako poławiacze pereł na Wyspie Thursday, uważani za jednych z lepiej opłacanych, byli w stanie wysyłać do ojczyzny nie więcej, jak 100 jenów rocznie. Z kolei na Amerykańskim Zachodzie, gdzie panowały silne uprzedzenia rasowe, japońskie prostytutki należały do kategorii gorzej opłacanych; w San Francisco pod koniec XIX wieku ich zarobki sięgały 0,50 dolara od jednego klienta. Na Hawajach niektóre karayuki-san były w stanie zarobić nawet do 200 dolarów miesięcznie.
Nie oznacza to jednak, że karayuki-san otrzymywały całość tych kwot. W Hongkongu japońskie kobiety były sprzedawane do domów publicznych za równowartość około 250 dolarów, a w Singapurze – za około 350 dolarów. Z kolei na Amerykańskim Zachodzie sprzedawano je za równowartość 500–600 dolarów. Był to „dług”, który kobieta musiała „odpracować” sutenerowi. Zwykle wiązało się to z koniecznością uprawiania prostytucji przez okres około 4–5 lat. W przypadku Hongkongu zasadnicze wynagrodzenie „pośrednika” wynosiło około 70–100 jenów od jednej karayuki-san, przy czym często tę ostatnią obciążano dodatkowo kosztami podróży i zakwaterowania (do 45 jenów). „Dług” ten sutener zazwyczaj odkupywał od „pośrednika” i dodatkowo obciążał nim kobietę. Nawet te kobiety, które padły ofiarą porwania, zmuszano do odpracowania kosztów podróży.
Co do zasady połowa dziennych zarobków karayuki-san przypadała sutenerowi. W dodatku jej należność pomniejszano o koszty zakwaterowania, wyżywienia, odzieży, badań medycznych itp., na skutek czego realny zarobek był zwykle minimalny. W przypadku choroby i niemożności pracy „dług” narastał, a czas konieczny na jego „odpracowanie” wydłużał się. Mechanizm ten ograniczał mobilność karayuki-san, zniechęcając je do przechodzenia pod kuratelę kolejnego „pośrednika” lub sutenera. Aby sprowadzić kobiety z Japonii „pośrednicy” i sutenerzy często musieli wcześniej zaciągnąć wysoki dług u lichwiarzy. Karayuki-san służyły w takich przypadkach jako „zabezpieczenie” wierzytelności.
W niektórych przypadkach karayuki-san zdołały powrócić do Japonii z pokaźnymi oszczędnościami. Inne po epizodzie związanym z prostytucją zdołały znaleźć męża lub lepszą pracę. Wiele z nich nawet jako prostytutki wiodło życie na wyższym poziomie, niż byłoby to możliwe w ich rodzinnych wsiach. Większość po zakończeniu pracy wiodła jednak życie w nędzy i na marginesie społeczeństwa. Wiele pozostało na zawsze w krajach, do których je wywieziono. Niektóre popadały w uzależnienie od alkoholu lub narkotyków. Fizyczne i psychiczne obciążenia wynikające z pracy seksualnej nierzadko prowadziły także do śmiertelnych chorób lub samobójstw. W czasie pracy karayuki-san były poddane ścisłej kontroli, a ich swoboda poruszania się poza domem publicznym była ograniczona. Były także narażone na różne formy przemocy ze strony sutenerów i klientów.
W USA i Kanadzie pomoc japońskim i chińskim kobietom uciekającym z domów publicznych niosły specjalnie powołane w tym celu organizacje protestanckie, takie jak Cameron House w San Francisco, Humane Society w Seattle czy Oriental Home and School w Victorii.

## Reakcje w Japonii
W pierwszych latach po restauracji Meiji stosunek władz japońskich do karayuki-san był ambiwalentny. W pierwszej połowie lat 80. XIX wieku zagraniczną prostytucję zaczęto jednak stopniowo postrzegać jako czynnik, który negatywnie wpływa na procesy gospodarczej i społecznej modernizacji, w tym zwłaszcza na wspieraną i organizowaną przez Tokio emigrację japońskich robotników rolnych. Obawiano się, że fakt, iż znaczna liczba japońskich emigrantek para się prostytucją, posłuży rządom państw anglosaskich za pretekst do wprowadzenia legislacji ograniczającej imigrację z Japonii. Także japońskie stowarzyszenia gospodarcze, które działały na obszarze Azji i Pacyfiku, kierowały do japońskiego Ministerstwa Spraw Zagranicznych petycje w sprawie ukrócenia tego procederu, argumentując, że wpływa on negatywnie na ich wizerunek i interesy. Ponadto w latach 1890–1927 publiczną kampanię i lobbing w sprawie zatrzymania wyjazdów młodych kobiet do pracy seksualnej poza granicami Japonii konsekwentnie prowadziła wpływowa kobieca organizacja chrześcijańska Nihon Kirisutokyō Fujin Kyōfūkai.
W marcu 1891 roku z inicjatywy japońskiego MSZ do Izby Parów wniesiono projekt ustawy o ochronie japońskich kobiet w obcych krajach, który przewidywał kary więzienia lub grzywny zarówno dla kobiet, które udawały się za granicę, by uprawiać tam nierząd, jak i „pośredników” oraz sutenerów. Sprawą zajęła się specjalna komisja Izby pod przewodnictwem księcia Atsumaro Konoe, która zaproponowała wprowadzenie znaczących ograniczeń w podróżowaniu za granicę dla „kobiet zamierzających prowadzić niemoralne życie”, a także zaostrzenie kar za uprawianie prostytucji poza granicami kraju. Zrewidowany projekt wzbudził jednak szereg obiekcji ze strony parlamentarzystów i urzędników, stąd ostatecznie ustawa nie została uchwalona.
Zwolennicy ograniczenia swobody podróżowania kobiet nie złożyli jednak broni. Już w sierpniu 1891 roku w strukturach japońskiego MSZ utworzono departament emigracji, którego zadaniem było zarówno wspieranie japońskiego osadnictwa poza granicami kraju, jak i ograniczenie zjawiska karayuki-san. W 1893 roku MSZ i MSW wspólnie wydały dyrektywę, która zalecała gubernatorom prefektur i metropolii zaangażowanie policji do zwalczania „pośredników” trudniących się handlem kobietami, a także uświadamianie kobiet o niebezpieczeństwach, z którymi wiąże się nielegalna emigracja. W 1896 roku przyjęto ustawę o ochronie emigrantów, która wprowadzała ściślejszą kontrolę osób opuszczających Japonię i zapewniała im większą ochronę ze strony państwa, wychodząc jednocześnie naprzeciw oczekiwaniom obcych rządów, iż Japonia ograniczy emigrację osób uznawanych za „niepożądane”. W marcu 1897 roku MSZ poleciło japońskim konsulatom raportować co sześć miesięcy na temat liczby karayuki-san przebywających w ich okręgach konsularnych. Raporty miały także zawierać informacje na temat ich wyjazdów i przyjazdów oraz warunków życia.
Działania wymierzone w sutenerów i przemytników kobiet były jednak niekonsekwentne i mało zdecydowane. Wprowadzenie ograniczeń w podróżowaniu kobiet za granicę napotkało na opór w rządzie i parlamencie – zarówno ze względu na ich niekonstytucyjność, jak i fakt, że stały w sprzeczności z prowadzonymi przez Tokio działaniami na rzecz zagwarantowania swobodnego przepływu japońskiej siły roboczej. Ograniczaniu swobody kobiet do wyjazdu z kraju sprzeciwiał się także czołowy japoński myśliciel Yukichi Fukuzawa, który uznawał karayuki-san za zjawisko będące nieuniknionym „etapem pośrednim” na drodze do budowy nowoczesnego społeczeństwa japońskiego, a zarazem za jeden z czynników, który stymuluje migracje zarobkowe i osadnictwo poza granicami kraju.
Japońscy konsulowie rezydujący w Singapurze i innych europejskich koloniach usiłowali przeciwdziałać napływowi karayuki-san, lecz ograniczenia ich jurysdykcji oraz niechęć do współpracy ze strony miejscowych władz i japońskiej diaspory znacznie ograniczała skuteczność ich działań. W Hongkongu po długich negocjacjach wyznaczono limit 52 japońskich kobiet, które mogły podejmować pracę w licencjonowanych domach publicznych. W Szanghaju dzięki rozszerzonej jurysdykcji wymuszonej na władzach chińskich miejscowy japoński konsul był w stanie repatriować do Japonii kilkaset karayuki-san. Na dłuższą metę nie udało mu się jednak ograniczyć zjawiska prostytucji. Zawiodły także próby wprowadzenia barier administracyjnych, na przykład powiazania procesu wydawania dokumentów podróżnych z posiadaniem przez kobiety pozwoleń na legalną pracę. W takich sytuacjach te ostatnie lub nadzorujący je „pośrednicy” zazwyczaj wybierali bowiem nielegalną emigrację, a także udawali się do europejskich kolonii, w których uprawnienia japońskich dyplomatów i urzędników były znacznie ograniczone. W marcu 1892 roku japoński minister spraw zagranicznych Takeaki Enomoto był zmuszony wydać instrukcję dla konsulów, w której nakazywał im ignorować obecność karayuki-san, tak długo, jak nie łamią one miejscowych praw lub nie zakłócają porządku publicznego.
Walkę z handlem kobiet utrudniał fakt, iż tym lukratywnym procederem parały się dobrze zorganizowane gangi. Zablokowanie wyjazdów karayuki-san z Japonii było w zasadzie niemożliwe, gdyż zazwyczaj udawały się one najpierw do portów w Chinach i Korei, do których japońscy obywatele mogli podróżować bez paszportów. W przypadku Amerykańskiego Zachodu „pośrednicy” zazwyczaj przedstawiali karayuki-san jako swoje żony, co pozwalało im omijać obowiązujące w Japonii i USA regulacje. Co więcej, jak wykazało chociażby śledztwo, które w 1900 roku przeprowadził japoński konsul w Hongkongu Kizaburō Inuoe, z handlarzami kobiet współpracowali skorumpowani japońscy policjanci i urzędnicy, a także kapitanowie i piloci statków. Częste były przypadki, gdy za zgodą tych ostatnich kobiety ukrywano pod pokładami statków, po czym nielegalnie wywożono za granicę.

## Znaczenie gospodarcze
Przyczyną, dla której Tokio niezbyt konsekwentnie walczyło z handlem kobietami, był także fakt, iż zagraniczna prostytucja w sposób istotny wpływała na gospodarkę Japonii. Z jednej strony zapewniała napływ do kraju niezbędnych dewiz zagranicznych. Sama tylko poczta w Nagasaki miała rocznie przyjmować przekazy pieniężne od karayuki-san o wartości 200 tys. jenów. Spośród blisko 1 mln jenów, które japońscy emigranci zarobkowi pracujący na Rosyjskim Dalekim Wschodzie przesłali do Japonii w 1900 roku, aż 630 tys. miało pochodzić od karayuki-san. W ubogich regionach, takich jak wyspy Amakusa czy półwysep Shimabara, pieniądze przesyłane przez karayuki-san stanowiły istotne źródło utrzymania dla ich rodzin.
Z drugiej strony obecność wielu japońskich kobiet w zagranicznych miastach tworzyła popyt na japońskie produkty, w tym żywność, napoje czy odzież (zwłaszcza kimona). W Singapurze życie gospodarcze tamtejszej japońskiej diaspory aż do wybuchu I wojny światowej pozostawało bezpośrednio lub pośrednio powiązane z przemysłem seksualnym. Wokół domów publicznych zlokalizowanych w japońskiej „dzielnicy czerwonych latarni” powstał swoisty gospodarczy ekosystem, na który składały się prowadzone przez Japończyków pralnie, kwiaciarnie, drogerie, salony fryzjerskie i fotograficzne, sklepy odzieżowe i jubilerskie, gabinety lekarskie i dentystyczne oraz bary, restauracje i tawerny. Ponadto przez długi czas pracownice przemysłu seksualnego były głównym kredytodawcą dla japońskich drobnych kupców i biznesmenów działających w Singapurze. Spółdzielcze stowarzyszenia kredytowe, których kapitał pochodził przede wszystkim z wpłat karayuki-san, zapewniły japońskiemu biznesowi niezbędne fundusze, które w okresie „boomu kauczukowego” umożliwiły mu ekspansję w głąb Półwyspu Malajskiego. O roli, jaką przemysł seksualny odgrywał w życiu japońskiej diaspory w Singapurze, może świadczyć fakt, że to japońscy sutenerzy sfinansowali sztuczne ognie użyte podczas obchodów diamentowego jubileuszu królowej Wiktorii w 1897 roku.
Niektórzy badacze, w tym Yuki Tanaka i Itsue Takamure, są zdania, że genezy japońskiego kapitalizmu, w tym rozwoju handlu zagranicznego, należy upatrywać właśnie w eksporcie towarów i przepływach pieniężnych, które były powiązane z handlem japońskimi kobietami na przełomie XIX i XX wieku. James Francis Warren wskazuje z kolei, że migracje, w tym zjawisko karayuki-san, były pierwszym etapem japońskiej ekspansji gospodarczej w Azji Południowo-Wschodniej. Jako przykład wskazuje m.in. konglomerat Mitsui, który pierwszy przyczółek w Singapurze zdobył sprzedając piwo Asahi w japońskiej „dzielnicy czerwonych latarni”.

## Zmierzch zjawiska
Obecność karayuki-san w Singapurze i innych regionach Azji Południowo-Wschodniej została znacząco ograniczona dopiero po wybuchu I wojny światowej. Władze Japonii, aspirującej w tym czasie do roli militarnego i gospodarczego mocarstwa, zaczęły jednoznacznie postrzegać karayuki-san jako zjawisko szkodzące wizerunkowi kraju i nadszarpujące jego prestiż. Podobnego zdania byli właściciele i dyrektorzy dużych japońskich przedsiębiorstw, które coraz śmielej penetrowały rynki Azji Południowo-Wschodniej. Wraz z ich rosnącą obecnością następowała „społeczna normalizacja i integracja” japońskich diaspor. Dodatkowymi czynnikami były: rosnący sprzeciw brytyjskiej opinii publicznej wobec funkcjonowania licencjonowanej prostytucji w azjatyckich koloniach oraz międzynarodowe wysiłki na rzecz ograniczenia handlu kobietami.
W Singapurze japoński konsulat, działając w porozumieniu z miejscowymi brytyjskimi władzami kolonialnymi, zdołał w latach 1914–1921 znacząco ograniczyć japońską prostytucję i handel kobietami. Między innymi w 1914 roku dyskretnie usunięto z kolonii 37 japońskich sutenerów. W następnym roku brytyjskie władze wprowadziły zakaz wjazdu do Singapuru dla japońskich kobiet zamierzających parać się prostytucją. W 1915 roku Tokio rozważało nawet wydanie cesarskiego dekretu całkowicie delegalizującego zagraniczną prostytucję, lecz w związku z poważnymi zakłóceniami japońskiego handlu zagranicznego, będącymi efektem powszechnego bojkotu ze strony chińskich kupców, odłożono zastosowanie tak radykalnych środków w obawie przed nagłym ustaniem przekazów pieniężnych od karayuki-san. Działania wymierzone w karayuki-san zintensyfikowano dopiero około 1919 roku. W 1921 roku działalność licencjonowanych japońskich domów publicznych w Singapurze została oficjalnie zakazana. 
W ciągu kilku lat ponad 90% karayuki-san repatriowano z Singapuru do Japonii. Zazwyczaj były porzucane w japońskich portach – bez opieki i środków do życia. W ojczyźnie spotykały się z ostracyzmem i wiodły życie na marginesie społeczeństwa. Niektóre, zwłaszcza starsze wiekiem, popełniły samobójstwo. Wiele innych ponownie zaczęło uprawiać prostytucję, podążając do Chin w ślad za jednostkami Cesarskiej Armii Japońskiej.
Działania podjęte przez konsulat w Singapurze zostały uznane przez japoński MSZ za wzorcowe, choć w praktyce nie we wszystkich miejscach były kopiowane co do joty. Tymczasem już wcześniej, na mocy zawartego w 1907 roku „porozumienia dżentelmeńskiego” z Japonią, władze USA znacząco ograniczyły japońską emigrację. Dodatkowo po wejściu w życie Międzynarodowej Konwencji dotyczącej handlu żywym towarem z 1910 roku znaczną liczbę japońskich prostytutek deportowano z Zachodniego Wybrzeża. We współpracy z liderami japońskiej diaspory, którzy obawiali się rosnących antyjapońskich nastrojów w USA, władze amerykańskie zdołały znacząco ograniczyć zjawisko karayuki-san. Także z Hawajów w latach 1913–1914 deportowano większość japońskich prostytutek, aczkolwiek najprawdopodobniej pewna ich liczba zdołała uniknąć wywózki i po pewnym czasie powróciła do pracy seksualnej. Z kolei w 1918 roku w Manili amerykańskie władze zlikwidowały „dzielnicę czerwonych latarni”, a pracujące tam 122 karayuki-san deportowano do Davao, gdzie żyła liczna japońska diaspora.
Niemniej handel japońskimi kobietami nie został całkowicie zlikwidowany i jeszcze w latach 20. w Singapurze i na Malajach, a także w australijskim stanie Queensland, można było spotkać pracujące nielegalnie karayuki-san. W takich przypadkach japońskie władze zachęcały je niekiedy, by obsługiwały wyłącznie japońskich klientów, co pozwalało ograniczyć to zjawisko do japońskiej diaspory.
Wraz z ograniczeniem zamorskiej prostytucji i postępującą japońską ekspansją w Azji Wschodniej system japońskiej licencjonowanej prostytucji rozszerzył się na Koreę i południową Mandżurię. Jednocześnie wraz z aneksją Korei przez Japonię (1910) w rozsianych po Azji Wschodniej japońskich domach publicznych karayuki-san zaczęły być stopniowo zastępowane przez kobiety koreańskie.
Yuki Tanaka i C. Sarah Soh uważają, że zjawisko karayuki-san – w tym wybór kręgów społecznych, z których je rekrutowano, metody werbunku oraz kanały przemytu – posłużyło jako wzór dla systemu przymusowej prostytucji, który japońskie siły zbrojne stworzyły w czasie wojny na Pacyfiku.

## W kulturze
Dziełem literackim, które po raz pierwszy przybliżyło szerszej publiczności historię karayuki-san, była zaliczana do kategorii literatury faktu powieść Sandakan hachiban shōkan („Sandakan nr 8”) autorstwa Tomoko Yamazaki (1972). Jej ekranizacja pod tym samym tytułem miała premierę w 1974 roku (reż. Kei Kumai).
Historię japońskich prostytutek pracujących poza granicami kraju opowiada także film dokumentalny Karayuki-san z 1975 roku (reż. Shōhei Imamura).
Karayuki-san o imieniu Ozeki jest jedną z głównych protagonistek powieści The Punkhawala and the Prostitute pióra Wesleya Leona Aroozoo.